# Britt Lomond
Britt Lomond, pseud. Glase Lohman (ur. 12 kwietnia 1925 w Chicago, zm. 22 marca 2006 w Huntington Beach) – amerykański aktor. Odtwórca roli kapitana Enrique Sáncheza Monastario w pierwszym sezonie serialu The Walt Disney Company Zorro (1957–1958).

## Życiorys
Urodził się w Chicago, w Illinois. Wychował się w Nowym Jorku. Otrzymał trzy Purpurowe Serca, Srebrną Gwiazdę i Brązową Gwiazdę za służbę wojskową jako spadochroniarz armii podczas II wojny światowej. Po wojnie był studentem New York University, gdzie był aktywny w studenckiej drużynie szermierczej i zdobył miejsce w drużynie szermierczej Stanów Zjednoczonych na Igrzyska Olimpijskie w 1952.
W 1956 zagrał Hiszpana Jamesa Addisona Reavisa w odcinku „The Baron of Arizona” antologii serii Death Valley Days, której gospodarzem był Stanley Andrews. W fabule dwóch dziennikarzy wątpi w roszczenia Reavisa do milionów akrów na Terytorium Nowego Meksyku, które wówczas obejmowało Arizonę. Chociaż dokumenty Reavisa wydają się autentyczne i pochodzą z czasów kolonialnych, reporterzy dowodzą, że są fałszywe.
Był żonaty z Diane Lomond, z którą miał syna i córkę.
22 marca 2006 zmarł z powodu niewydolności nerek w domu opieki w Huntington Beach w Kalifornii w wieku 80 lat.

## Filmografia
- 1957–1958: Zorro jako kpt. Monastario
- 1961: Peter Gunn jako Gil Manson
- 1961: Rawhide jako Dario
- 1967: Mission: Impossible jako Thornton